# Zadní Domky

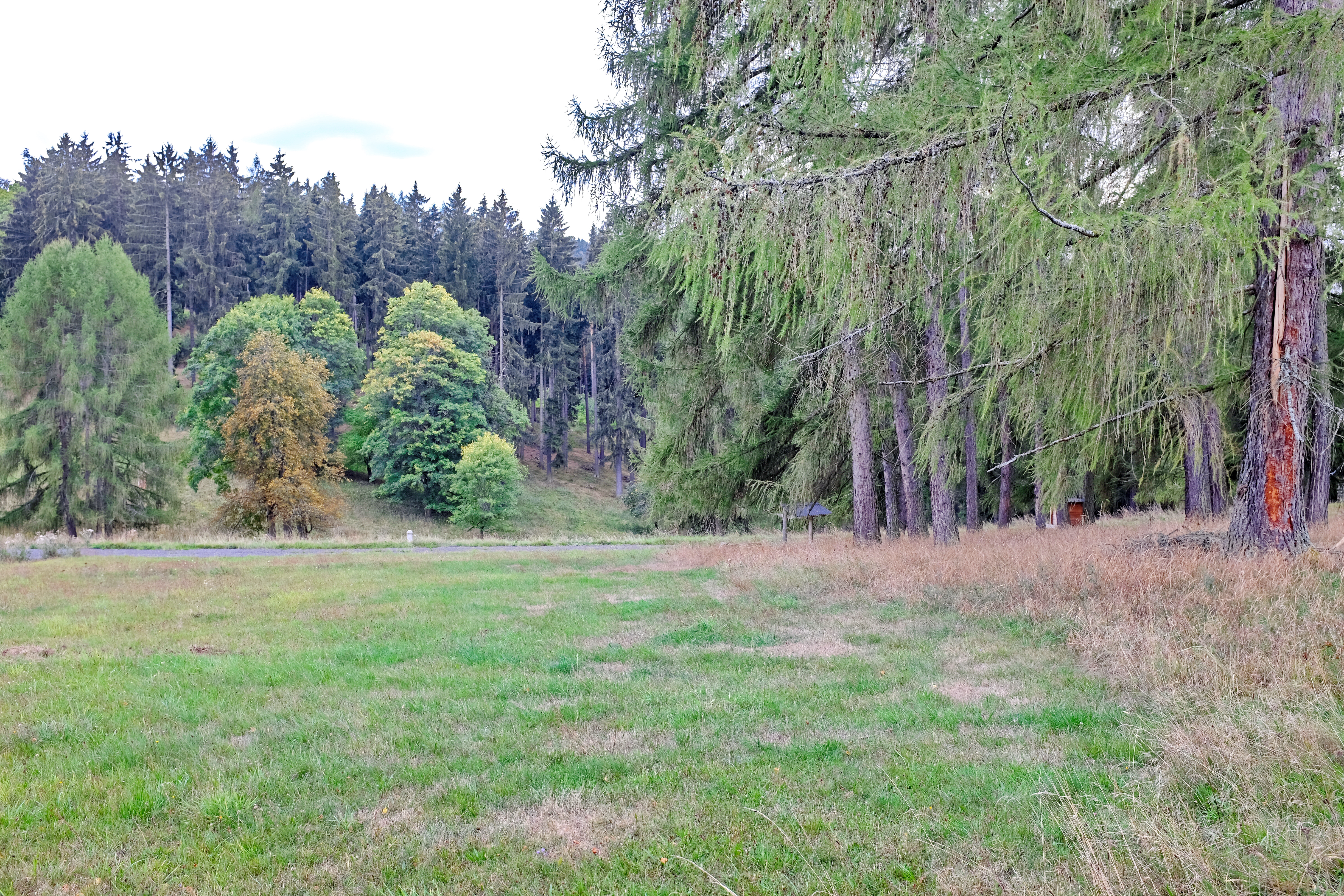
Zadní Domky

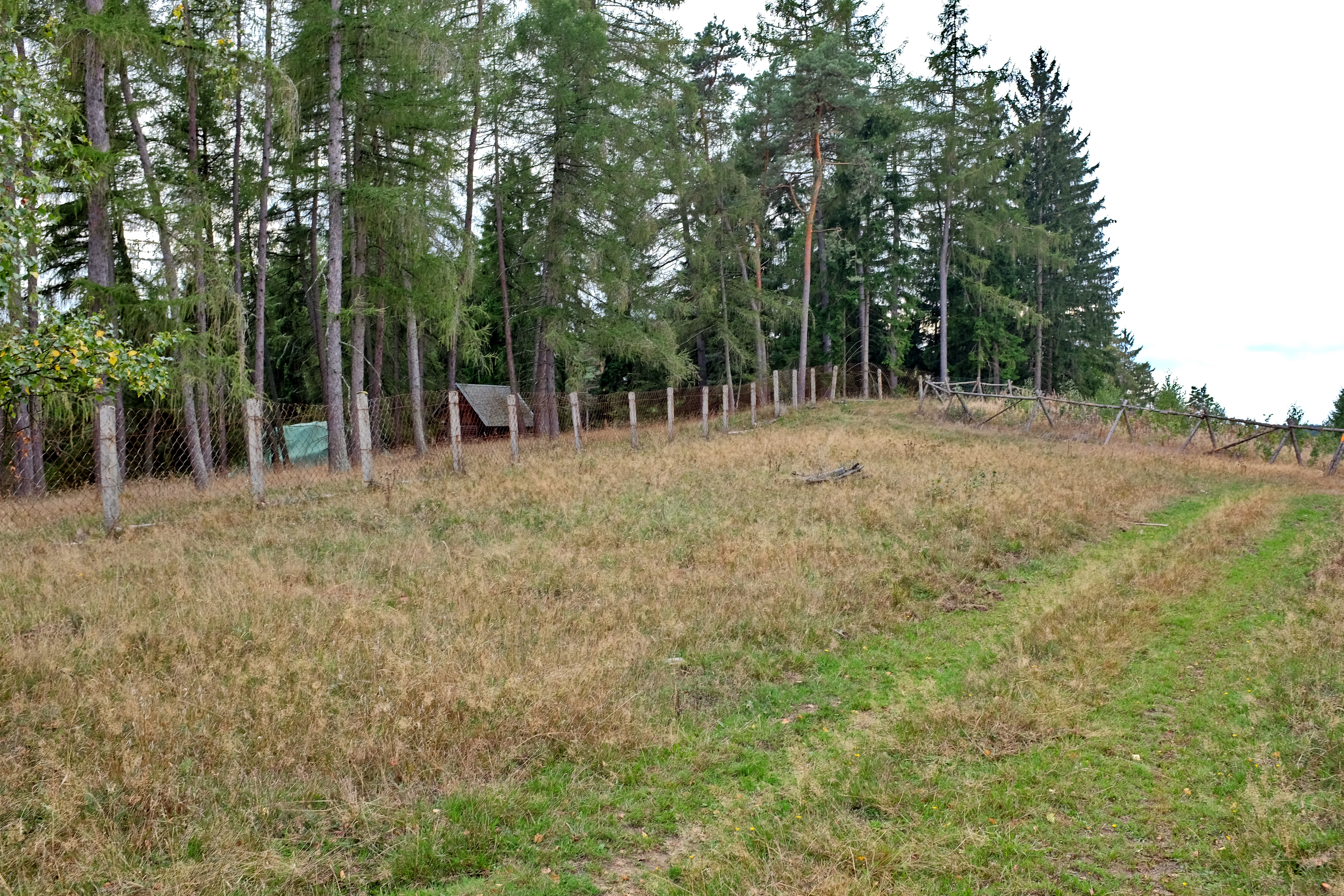
Wildgehege

Zadní Domky (deutsch Hinterhäuser) ist eine Wüstung im westböhmischen Slavkovský les (Kaiserwald). Sie gehört zum Ortsteil Kostelní Bříza der Stadt Březová im Okres Sokolov.

## Geographie
Zadní Domky befand sich neun Kilometer südlich von Sokolov am Fahrweg von Kostelní Bříza (Kirchenbirk) nach Týmov (Tiefengrün). Der von Wäldern umgebene Weiler lag auf einer Hochfläche. Östlich erhebt sich der Vašíček (684 m. n.m.). Die Wüstung liegt im Wildgehege Studánka.
Umliegende Orte waren Kostelní Bříza und Bystřina (Reichenbach) im Nordosten, Rovná (Ebmeth) und Krásná Lípa (Schönlind) im Osten, Týmov im Süden, Mühlpeint und Studánka im Südwesten, Libava (Liebau) und Dvorečky (Krainhof) im Westen sowie Zlatá (Golddorf) und Arnoltov (Arnitzgrün) im Nordwesten.

## Geschichte
Vermutlich im 18. Jahrhundert ließen die Besitzer des Gutes Schönlind auf einer Rodungsinsel in den Wäldern nördlich von Tiefengrün einen herrschaftlichen Meierhof mit Feldern anlegen. Im Jahre 1845 bestand die im Elbogener Kreis gelegene und zu Tiefengrün konskribierte Einschicht lediglich aus dem Hof.
Nach der Aufhebung der Patrimonialherrschaften wurde der zu Tiefengrün gehörige Hof ab 1850 ein Teil der Gemeinde Schönlind im Gerichtsbezirk Falkenau. Ab 1868 gehörte die Einschicht zum Bezirk Falkenau. In den 1880er Jahren kaufte Otto Friedrich von Schönburg-Waldenburg das Gut Schönlind; es diente den Fürsten von Schönburg-Waldenburg hauptsächlich zur wirtschaftlichen Versorgung ihres Jagdschlosses Glatzen. Der Hof Tiefengrün wurde verpachtet und daneben die Hinterhäuser als Kolonie für die Landarbeiter errichtet. Gepfarrt war die Siedlung nach Kirchenbirk. Der Schulunterricht erfolgte in Wöhr. Im Jahre 1900 bestand Hinterhäuser aus 14 Häusern mit 93 Einwohnern. Nach dem Ersten Weltkrieg zerfiel der Vielvölkerstaat Österreich-Ungarn, die Siedlung wurde 1918 Teil der neu gebildeten Tschechoslowakischen Republik. Beim Zensus von 1921 wurden die Hinterhäuser als Häusergruppe bei Tiefengrün mit erfasst. 1923 wurde der tschechische Ortsname Zadní Domky eingeführt. Nach dem Münchner Abkommen wurde Hinterhäuer 1938 dem Deutschen Reich zugeschlagen und gehörte bis 1945 zum Landkreis Falkenau an der Eger. Nach der Aussiedlung der deutschen Bewohner nach Ende des Zweiten Weltkrieges konnten die Orte des Kaiserwaldes wegen der rauen und unwirtlichen Bedingungen nur geringfügig wiederbesiedelt werden. Am 15. Oktober 1946 fasste die tschechoslowakische Regierung den Beschluss zur Errichtung eines Truppenübungsplatzes in dem verödeten Landstrich. Im Zuge der Einrichtung des Truppenübungsplatzes Prameny wurde Zadní Domky 1948 gänzlich abgesiedelt. Im Jahre 1949 erfolgte die offizielle Aufhebung der Gemeinde Krásná Lípa und die Eingemeindung nach Kostelní Bříza. Die geräumte Siedlung wurde danach bei Militärübungen zerschossen und die Ruinen 1953 bei der Räumung des Militärgebietes dem Erdboden gleichgemacht. Im Jahre 1954 wurde der Truppenübungsplatz Prameny wieder aufgehoben. Erhalten sind nur die starken Grundmauern des Hofes und eines Hauses. Wegen der Lage im umfriedeten Wildgehege Studánka ist die Wüstung nicht zugänglich, auf den Fluren von Zadní Domky wurde die Wildfütterung angelegt.

## Ortsgliederung
Zadní Domky gehört zum Ortsteil Kostelní Bříza der Stadt Březová
Die Wüstung ist Teil des Katastralbezirkes Krásná Lípa u Březové.

## Sehenswürdigkeiten
- Reste eines umgeworfenen Bildstockes am Waldrand